# Habenaria pilosa
Habenaria pilosa är en orkidéart som beskrevs av Rudolf Schlechter. Habenaria pilosa ingår i släktet Habenaria och familjen orkidéer.

## Underarter
Arten delas in i följande underarter:
- H. p. grandiflora
- H. p. pilosa